# Брајковац (Лазаревац)
Брајковац је насеље у градској општини Лазаревац у граду Београду. Према попису из 2022. било је 861 становника.
Постоји монографија овог села „Да се никад не заборави”. Њен аутор је Богољуб Вишњић.

## Положај села
Брајковац је планинско село у долини Оњега. Већи део села је на његовој десној страни а мањи на левој. Окренуто је ка југу, а са севера је, као и Барзиловица, заклоњено од хладних северних ветрова брдима Малим Висом и Просеком.
Куће су растурене по странама брда и косама, понегде груписане по родовима.
Насеље је разбијеног типа и дели се на ове крајеве:
Просек, у коме су родови Живковићи и Симеуновићи; Арнаутско Поље је између сеоског пута и Дубова Брда; у њему су куће рода Оташевића. Крај Кик је под брдом Киком; у њему су куће родова Маринковића и Миловановића. У крају Бабиној Реци су куће родова Станошевића и Блазнаваца. У крају Дебелом Брду су куће Радосављевића, Васиљевића, Лазаревића (Марковића) и Ђенадића. Крај Медвеђе Брдо је више саставака сеоских речица Плочника и Брзака. Крај Липовито је више извора Киселе Воде, у њему су куће рода Станића. Крај Трнавци је у средини села. Овај крај је назван по чачанском селу Трнави, одакле су се доселили родови Вишњићи, Обрадовићи и Радовановићи. У Крају Палежу су куће рода Станишића. Са леве стране реке Оњега је заселак Оњег, у који се населио род  Петровићи и Јошићи (Јовановићи).

## Воде
Иако је село богато изворском водом ипак у брдским крајевима има доста бунара, јер су извори прилично удаљени од кућа. Извори се називају: Врело у источном делу села, Брајковац (по коме је село добило данашње име), Швабина Стублина је јак извор, Чесма у друмском насељу и Кисела вода или Смрдљиковац недалеко од цркве. У крају према Трбушници има три безимена извора киселе, минералне воде.
Кроз село протиче Оњег, који прима ове притоке: Песковито и Суви Оњег су леве, а остале су десне притоке: Црнишева, Бабин Поток, Криваја, Грабовита, Заломити Поток, Јастребовац, Дуга Јаруга, Плачковац, Дубоки Поток, Гиловачки Поток, Срнин Поток и Плочник који извире испод Виса у Стубици и прима притоке Брзак и Ликарицу.

## Земље и шуме
Њиве и ливаде су на местима која се називају: Ранков Рт, Балин Гроб, Липовито, Милетина Ливада, Спасовина, Кусања, Табориште, Мокро Поље, Трнавци, Петлача, Арнаутско Поље, Просек, Палеж, Требиње, Мачја Стена, Градинска, Медени Пут, Дудовачка Страна, Парлози и Језеро (исушено).
Шуме и испаше су на брдима: Дебелом Брду, Медвеђем Брду, Путном Брду, Новаковом Брду, Малом Вису, Голом Брду, Кику, Крстатој Липи, Дубовом Брду, Нишану, Кљештевици, Миладровици и у Чакљановици. Заједничка сеоска шума је у Липаку, Кулини, Церју, Срној Јарузи, Танкој Коси, Заломитом Потоку и на Ранковом Рту.

## Старине у селу
1. У Милетиној ливади, недалеко од Киселе Воде, има остатака од неких старих грађевина. На том месту се у земљи налазе гвоздена оруђа у облику малих „раоника“, вероватно врхови копаља. По предању су ту били дворови неког властелине Милете, који су били покривени бакром и оловом. Милета је, казује се, неговао паунове.
2. На Медвеђем Брду има неко старо гробље, које се зове Медвеђе Гробље. По предању у потоку Брзаку некада је било медведа, па је на месту старог гробља медвед удавио неког човека, који је ту први сахрањен. По другим причањима медвед је на том месту удавио два детета.
3. На месту Језеру раније је било велико језеро и у њему је, казује се, живела аждаја, која је досађивала селу. Људи се договоре да се ослободе ове немани. Они окују челиком рогове „виловитом бику“ кога је имао предак рода данашњих Радаковића. Бик заплови по језеру, нађе аждају и прободе је. Пошто је аждаја угинула, онда се језеро исуши а Радаковићи, за које се прича да их је било седамнаест коса, изумру.
4. Ранков Рт се назвао по хајдуку Ранку, кога је на том месту убио друг Радован Симоновић око 1850. године.
5. У потоку испод Ранковог Рта има удубљење у стени, за које се казује да је стопа Краљевића Марка.
6. Балин Гроб се зове по неком „балији“, који је ту сахрањен.
7. У Кусањи, поред старог пута, има неколико камених надгробних споменика без натписа и орнамената
8. Поред старог пута, који је водио од Београда за Ужице, има камени надгробни споменик са натписом из 1831. године.
9. Швабин Гроб је, по свој прилици, из времена аустријске окупације овог краја у 18. веку
10. Недалеко од Швабиног Гроба је Збеговиште, где се народ крио за време Турака, да би избегао њихово насиље
11. Црква брвнара је подигнута пре стотину година на темељима неке црквине. Она је обновљена 1904. године и слави Св. Ђорђа.

## Име
По предању село се звало Гуњица, па се онда назвало Смрдљиковац. Једни казују да се село тако назвало по лешинама путника који су страдали у пролазу кроз ово село, које је било у густој шуми; по другом казивању село се назвало по „смрдилипама“ (црној липи) које и данас има у селу у изобиљу; по трећем казивању, које је највероватније, село је тако названо по кисело-сумпоровитом изворима, који дају непријатан задах, а један такав извор се и данас назива Смрдљиковац. Данашњи назив село је добило по називу извора Брајковца.

## Подаци о селу
Литија се носи на Други дан Духова. Код старог извора Брајковца држи се народни сабор о Св. Илији. Прича се да је ово скупљање народа код извора Брајковца остало још из времена Турака.
Кроз село су пролазила два стара пута. Један је био по свој прилици београдски пут, који је водио за Ужице и пролазио преко краја Трнавца, Балиног Гроба, Ранковог Рта, Бреста и преко Кременца водио даље у Лукавицу. Други пут је био крак тзв. Господарског пута који је подигао господар Јеврем Обреновић и водио од Крагујевца за Ваљево.
У Плочнику, према Барзиловици, вади се камен гранит.
Ово насеље се помиње као Смрдљиковац у једном путопису од 1664. године, затим се о њему зна по архивским подацима од 1735. године, а под истим именом унето је у помињаној Ебшелвицовој карти из прве половине 18. века, као и у „арачким тефтерима“ од 1822. године. По Ј. Гавриловићу ово насеље је имало 1844. године 78 кућа и 494 становника. Данас у њему има 42 рода са 174 куће.

## Јавни превоз
До насеља Брајковац саобраћају две аутобуске линије које су део система јавног градског превоза у Београду, односно, интегрисаног тарифног система:
- 180 Лазаревац — Брајковац — Дудовица
- 180А Лазаревац — Брајковац

## Демографија
У насељу Брајковац живи 797 пунолетних становника, а просечна старост становништва износи 42,8 година (41,0 код мушкараца и 44,6 код жена). У насељу има 321 домаћинство, а просечан број чланова по домаћинству је 3,12.
Ово насеље је великим делом насељено Србима (према попису из 2002. године), а у последња три пописа, примећен је пад у броју становника.
|  |

| Демографија | Демографија | Демографија |
| Година      | Становника  | Становника  |
| ----------- | ----------- | ----------- |
| 1948.       | 1.552       |             |
| 1953.       | 1.582       |             |
| 1961.       | 1.388       |             |
| 1971.       | 1.344       |             |
| 1981.       | 1.205       |             |
| 1991.       | 1.192       | 1.150       |
| 2002.       | 1.002       | 1.039       |

| Етнички састав према попису из 2002.‍ | Етнички састав према попису из 2002.‍ | Етнички састав према попису из 2002.‍ | Етнички састав према попису из 2002.‍ | Етнички састав према попису из 2002.‍ |
| ------------------------------------ | ------------------------------------ | ------------------------------------ | ------------------------------------ | ------------------------------------ |
|                                      |                                      |                                      |                                      |                                      |
| Срби                                 | Срби                                 |                                      | 999                                  | 99,70%                               |
| Чеси                                 | Чеси                                 |                                      | 1                                    | 0,09%                                |
| Црногорци                            | Црногорци                            |                                      | 1                                    | 0,09%                                |
| непознато                            | непознато                            |                                      | 1                                    | 0,09%                                |

| \| \| м \| \| \| ж \| \| ? \| 0 \| \| \| 1 \| \| 80+ \| 12 \| \| \| 16 \| \| 75—79 \| 23 \| \| \| 36 \| \| 70—74 \| 40 \| \| \| 46 \| \| 65—69 \| 34 \| \| \| 40 \| \| 60—64 \| 23 \| \| \| 31 \| \| 55—59 \| 16 \| \| \| 21 \| \| 50—54 \| 36 \| \| \| 29 \| \| 45—49 \| 38 \| \| \| 36 \| \| 40—44 \| 34 \| \| \| 27 \| \| 35—39 \| 39 \| \| \| 36 \| \| 30—34 \| 21 \| \| \| 33 \| \| 25—29 \| 28 \| \| \| 15 \| \| 20—24 \| 32 \| \| \| 27 \| \| 15—19 \| 49 \| \| \| 25 \| \| 10—14 \| 29 \| \| \| 29 \| \| 5—9 \| 26 \| \| \| 28 \| \| 0—4 \| 23 \| \| \| 23 \| \| Просек : \| 41,0 \| \| \| 44,6 \| |      |  |  |      |
| |      |  |  |      |
| | м    |  |  | ж    |
| ? | 0    |  |  | 1    |
| 80+ | 12   |  |  | 16   |
| 75—79 | 23   |  |  | 36   |
| 70—74 | 40   |  |  | 46   |
| 65—69 | 34   |  |  | 40   |
| 60—64 | 23   |  |  | 31   |
| 55—59 | 16   |  |  | 21   |
| 50—54 | 36   |  |  | 29   |
| 45—49 | 38   |  |  | 36   |
| 40—44 | 34   |  |  | 27   |
| 35—39 | 39   |  |  | 36   |
| 30—34 | 21   |  |  | 33   |
| 25—29 | 28   |  |  | 15   |
| 20—24 | 32   |  |  | 27   |
| 15—19 | 49   |  |  | 25   |
| 10—14 | 29   |  |  | 29   |
| 5—9 | 26   |  |  | 28   |
| 0—4 | 23   |  |  | 23   |
| Просек : | 41,0 |  |  | 44,6 |

| Година пописа     | 1948. | 1953. | 1961. | 1971. | 1981. | 1991. | 2002. |
| ----------------- | ----- | ----- | ----- | ----- | ----- | ----- | ----- |
| Број домаћинстава | 329   | 355   | 374   | 374   | 352   | 383   | 321   |

| Број чланова      | 1  | 2  | 3  | 4  | 5  | 6  | 7  | 8 | 9 | 10 и више | Просек |
| ----------------- | -- | -- | -- | -- | -- | -- | -- | - | - | --------- | ------ |
| Број домаћинстава | 74 | 85 | 30 | 49 | 44 | 26 | 10 | 2 | 0 | 1         | 3,12   |

| Пол    | Укупно | Неожењен/Неудата | Ожењен/Удата | Удовац/Удовица | Разведен/Разведена | Непознато |
| ------ | ------ | ---------------- | ------------ | -------------- | ------------------ | --------- |
| Мушки  | 425    | 119              | 268          | 25             | 13                 | 0         |
| Женски | 419    | 46               | 266          | 99             | 7                  | 1         |
| УКУПНО | 844    | 165              | 534          | 124            | 20                 | 1         |

| Пол    | Укупно                    | Пољопривреда, лов и шумарство | Рибарство                            | Вађење руде и камена | Прерађивачка индустрија       |
| ------ | ------------------------- | ----------------------------- | ------------------------------------ | -------------------- | ----------------------------- |
| Мушки  | 206                       | 35                            | 0                                    | 52                   | 61                            |
| Женски | 90                        | 28                            | 0                                    | 7                    | 15                            |
| Укупно | 296                       | 63                            | 0                                    | 59                   | 76                            |
|        |                           |                               |                                      |                      |                               |
| Пол    | Производња и снабдевање   | Грађевинарство                | Трговина                             | Хотели и ресторани   | Саобраћај, складиштење и везе |
| Мушки  | 9                         | 20                            | 4                                    | 8                    | 9                             |
| Женски | 1                         | 3                             | 6                                    | 11                   | 2                             |
| Укупно | 10                        | 23                            | 10                                   | 19                   | 11                            |
|        |                           |                               |                                      |                      |                               |
| Пол    | Финансијско посредовање   | Некретнине                    | Државна управа и одбрана             | Образовање           | Здравствени и социјални рад   |
| Мушки  | 0                         | 0                             | 3                                    | 0                    | 1                             |
| Женски | 1                         | 0                             | 1                                    | 5                    | 9                             |
| Укупно | 1                         | 0                             | 4                                    | 5                    | 10                            |
|        |                           |                               |                                      |                      |                               |
| Пол    | Остале услужне активности | Приватна домаћинства          | Екстериторијалне организације и тела | Непознато            | Непознато                     |
| Мушки  | 4                         | 0                             | 0                                    | 0                    | 0                             |
| Женски | 0                         | 0                             | 0                                    | 1                    | 1                             |
| Укупно | 4                         | 0                             | 0                                    | 1                    | 1                             |